# Saunasaari (ö i Kajanaland, Kehys-Kainuu, lat 64,16, long 29,51)
Saunasaari är en ö i Finland. Den ligger i sjön Lammasjärvi och i kommunen Kuhmo i den ekonomiska regionen  Kehys-Kainuu  och landskapet Kajanaland, i den centrala delen av landet, 500 km nordost om huvudstaden Helsingfors. Öns area är 4,1 hektar och dess största längd är 390 meter i öst-västlig riktning.